# Jajinia bromeliaca
Jajinia bromeliaca is een hooiwagen uit de familie Zalmoxioidae.